# Bombopsyche ruatana
Bombopsyche ruatana är en fjärilsart som beskrevs av Druce 1888. Bombopsyche ruatana ingår i släktet Bombopsyche och familjen björnspinnare. Inga underarter finns listade i Catalogue of Life.